# Какскани
Какскани — частково кочове корінне плем'я Мексики. За їхнього вождя Тенамазтла какскани були об'єднані з плем'ям сакатека у повстанні проти іспанців у 1540—1542 роках. Під час цього повстання їх описували як «серце та центр індійського повстання». Після повстання какскани стали постійною мішенню сакатека та гуачічіле через угоду про перемир'я з іспанцями. Їх головними релігійними та населеними центрами були Теул, Тлалтенанго, Джучіпіла та Teoкaлтіхe.
З часом какскани втратили свою культуру через війни, епідемії, шлюби з людьми, що походять з інших народів (зокрема, з європейцями). Крім того, більшість каксканів були відправлені в рабство іспанцями для роботи на срібних копальнях.
Мова каксканів належала до юто-ацтецької сім'ї. Обрані правителі племені називалися тлатоані. Суспільство какскан було поділено на кілька міст-держав.

## Чичимецька війна
Чичимецька війна (1547—1590 роки) була військовим конфліктом між іспанськими конкістадорами, яких підтримували деякі індіанські племена, проти чичимеків. Це був найтриваліший конфлікт між іспанцями та корінними народами Нової Іспанії.
Чичимецька війна розпочалась через вісім років після повстання в Мікстоні. На відміну від цього повстання, у Чичимецькій війні какскани підтримали іспанців.

## Рада каксканів
Рада індіанців каксканів була сформована у 1920-х роках за ініціативою Хуани Белен Гутьєррес де Мендоса, каксканки з Дуранго. Крім того, вона видала книгу, в якій підкреслюється мексиканський націоналізм корінних народів: «Ми не визнаємо права будь-якої раси нав'язувати нам свою цивілізацію».